# Calomyscus
Calomyscus és un gènere de rosegadors, l'únic de la família dels calomíscids (Calomyscidae). Viuen des de Síria, l'Azerbaidjan i l'Iran fins al Turkmenistan, l'Afganistan i el Pakistan, on habiten zones rocoses i desèrtiques. A més, se n'han trobat fòssils del Miocè superior i possiblement el Pliocè inferior d'Europa. Se'n coneixen fòssils del Pliocè inferior de l'illa de Rodes.